# Robert Strauss (acteur)
Robert Strauss (New York, 8 november 1913 - aldaar, 20 februari 1975) was een Amerikaans acteur.

## Levensloop en carrière
Strauss maakte aan het begin van de jaren 30 zijn debuut in het theater. Zijn bekendste rol was die van Stanislas 'Animal' Kuzawa, een rol die hij creëerde voor de musical Stalag 17 op Broadway in 1951. In 1953 hernam hij deze rol voor de gelijknamige Oscar-winnende film. In 1955 speelde hij naast Marilyn Monroe in The Seven Year Itch. In datzelfde jaar speelde hij in The Man with the Golden Arm. Hij zou acteren tot eind jaren 60. Zijn laatste film The Noah kwam uit in 1975, maar deze film was al opgenomen in 1968.
Strauss was tweemaal gehuwd en had zes kinderen.
- Biblioteca Nacional de España: XX1481868
- Bibliothèque nationale de France: cb140446098 (data)
- Gemeinsame Normdatei: 1206669519
- International Standard Name Identifier: 0000 0001 1803 8451
- Library of Congress Control Number: n85067143
- MusicBrainz: f0445711-0741-4e09-8e89-c2031afd8918
- Nationale Bibliotheek van Israël: 987007452437705171
- Istituto Centrale per il Catalogo Unico: UBOV351304
- Virtual International Authority File: 7589542
- WorldCat: E39PBJf8tWfFwKXxvbmrqrYByd